# Cetatea Mălăiești
Cetatea Mălăiești este un ansamblu de monumente istorice aflat pe teritoriul satului Mălăiești, comuna Sălașu de Sus, județul Hunedoara, Transilvania, România. În Repertoriul Arheologic Național, monumentul apare cu codul 91143.01.
Cetate cu donjon și incintă inelară din piatră, la care au fost adăugate ulterior 4 turnuri poligonale. Faza I – primele două decenii ale sec. XIV – donjon, înconjurat de incintă din piatră. Faza a doua – donjonul supraînălțat și incinta supraînălțate. Faza a treia – în jur de 1588 – adăugate cele 4 turnuri poligonale. Este abandonată în sec. XVII.

Ansamblul este format din următoarele monumente:
- Donjon (cod LMI HD-II-m-A-03363.01)
- Zid incintă (cod LMI HD-II-m-A-03363.02)

## Donjon
Sit arheologic localizat aproximativ prin compararea Hartii topografice a Romaniei 1:25 000 cu hărțile din Luca S. 2008, pg. 151.

## Zid incintă
Sit arheologic localizat aproximativ prin compararea Hartii topografice a Romaniei 1:25 000 cu hărțile din Luca S. 2008, pg. 151.

## Galerie

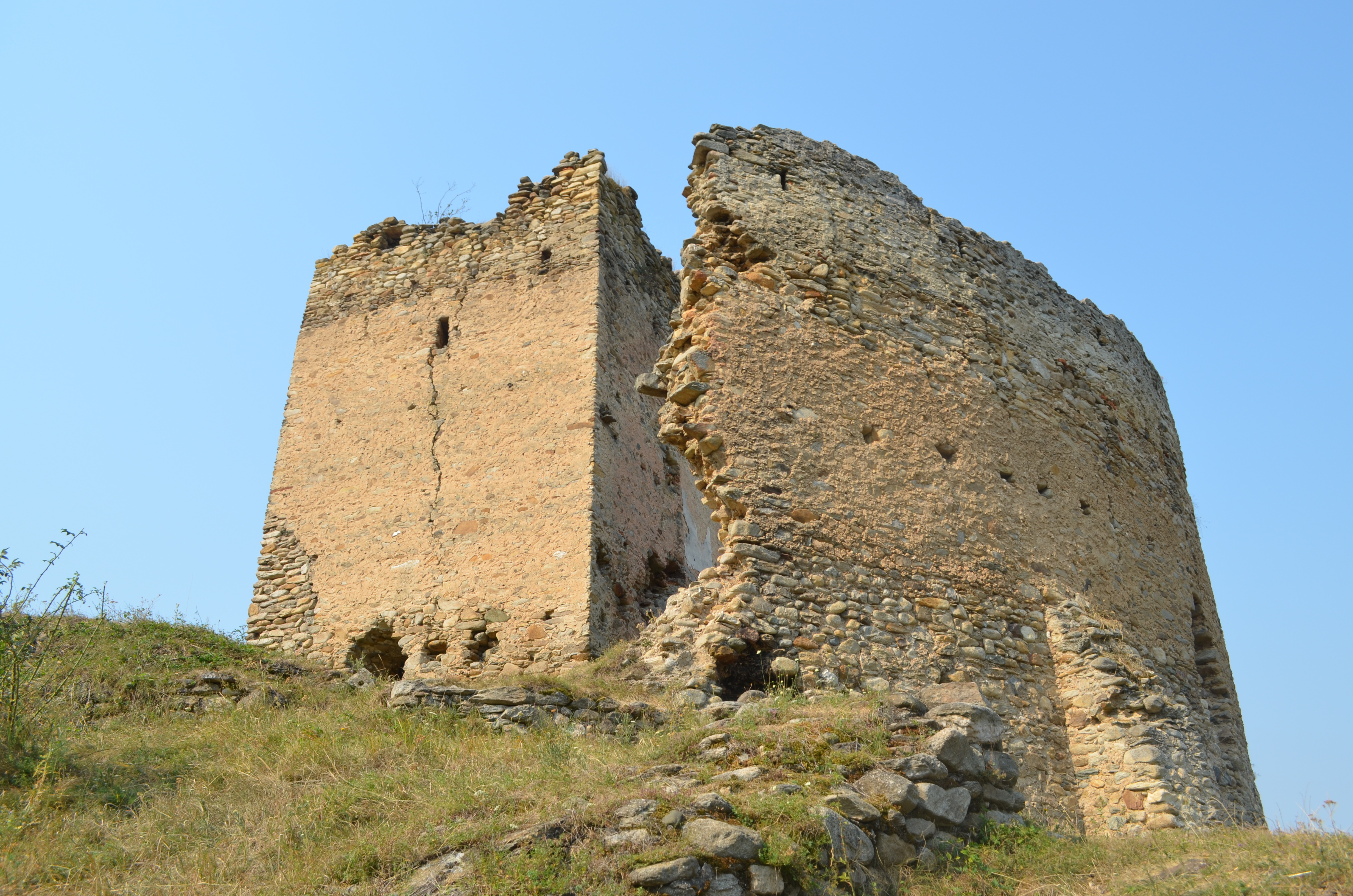
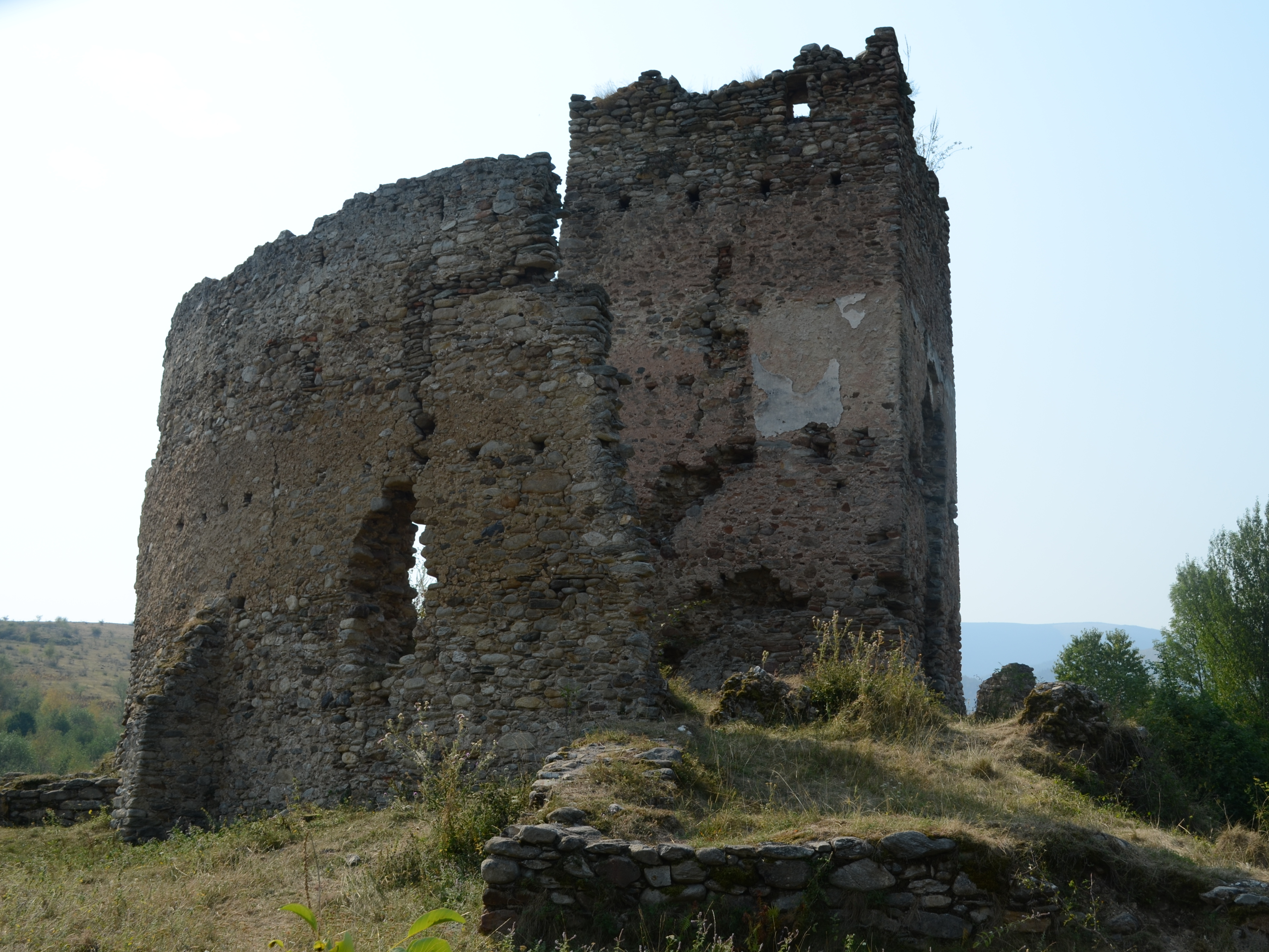
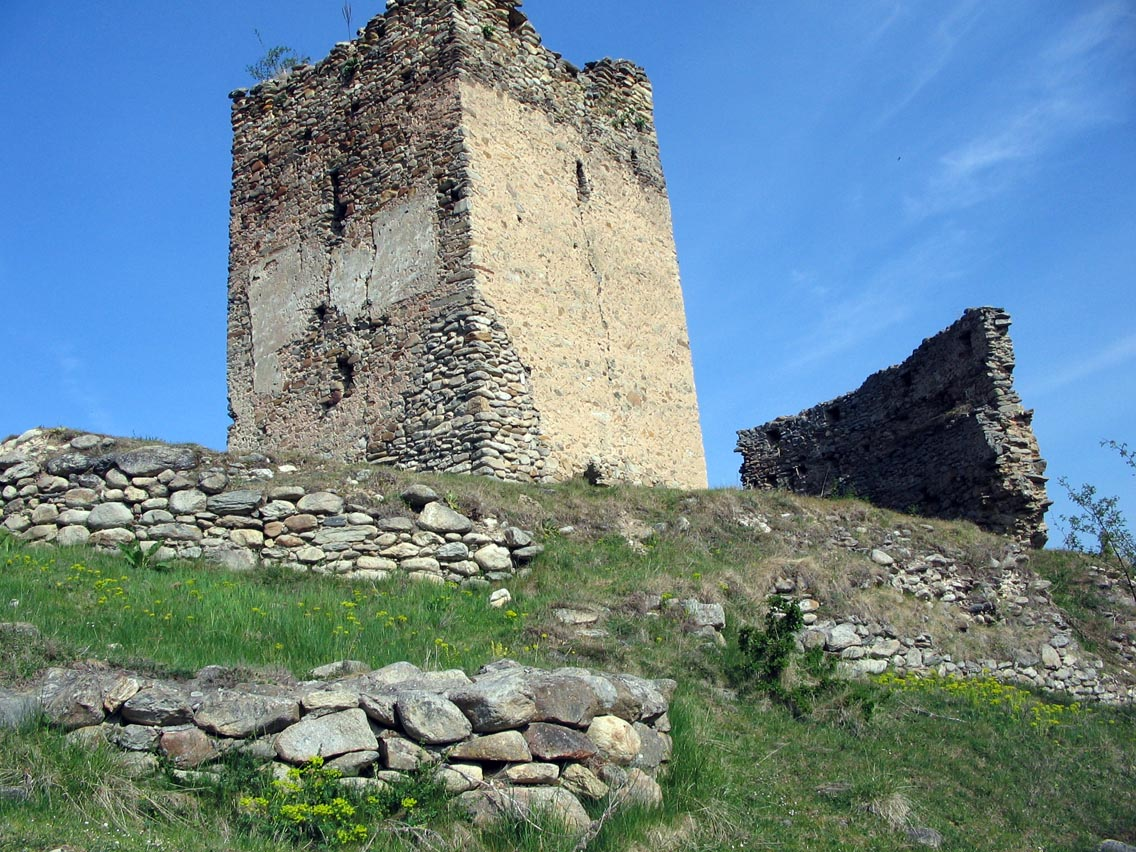
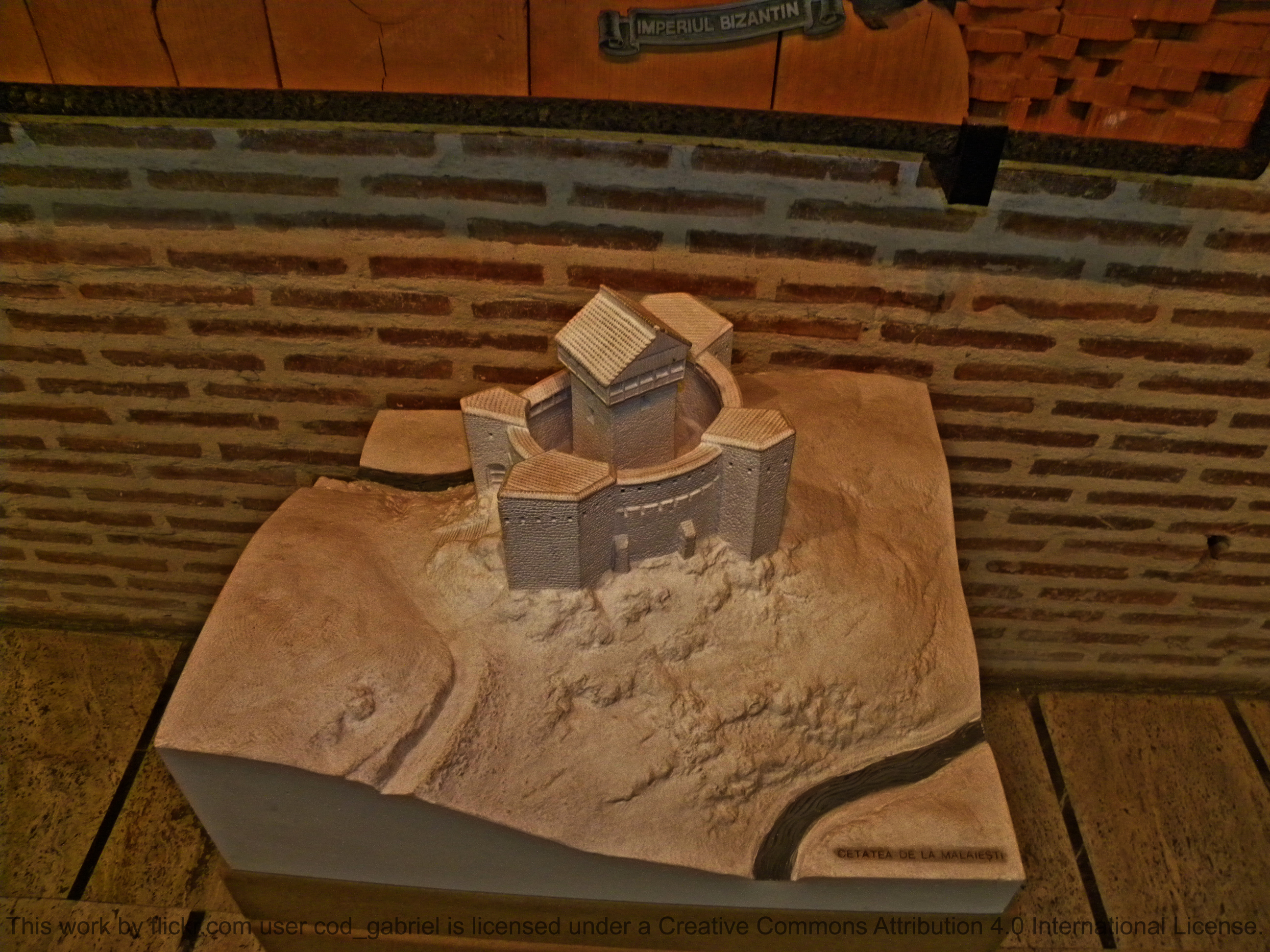
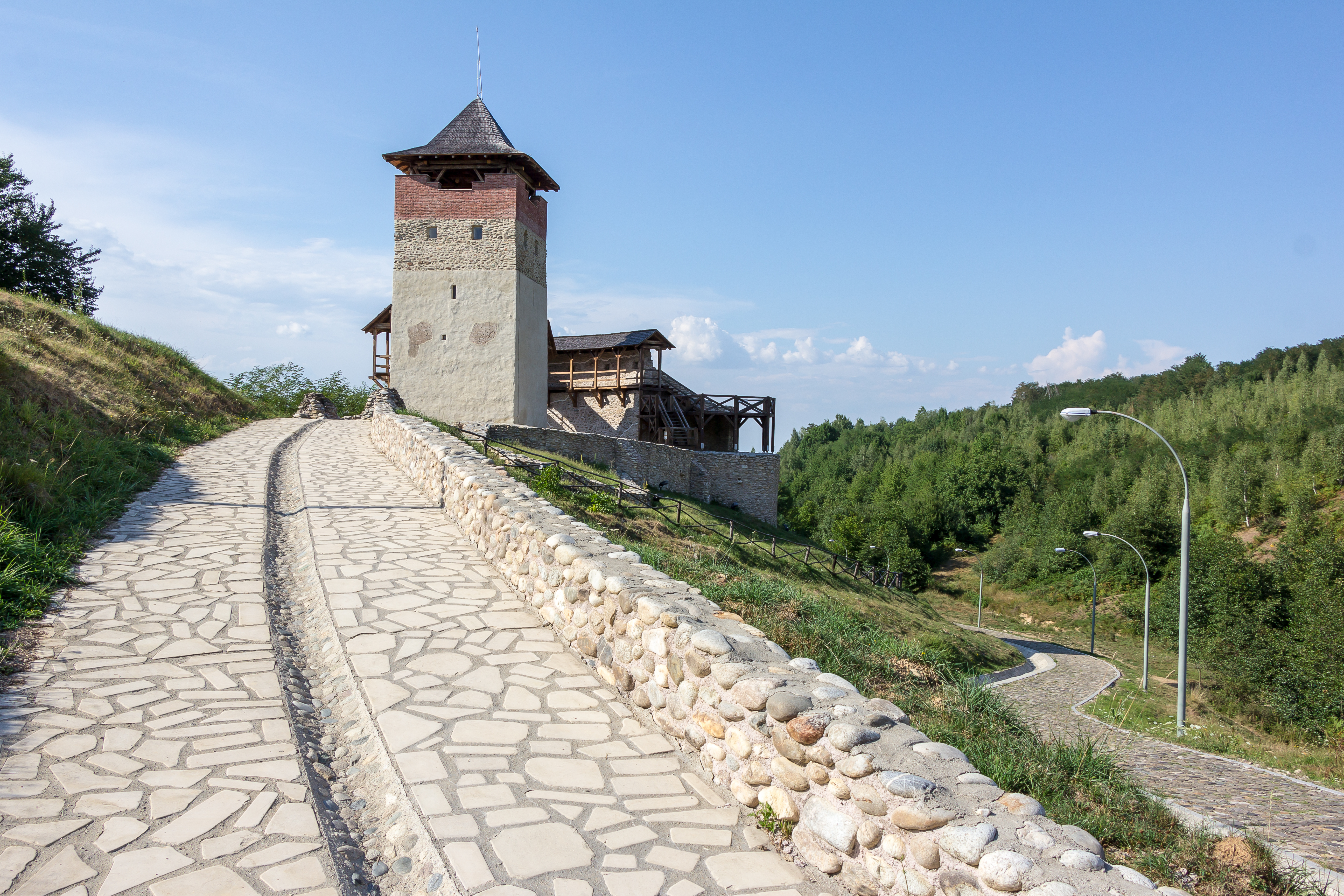
2017
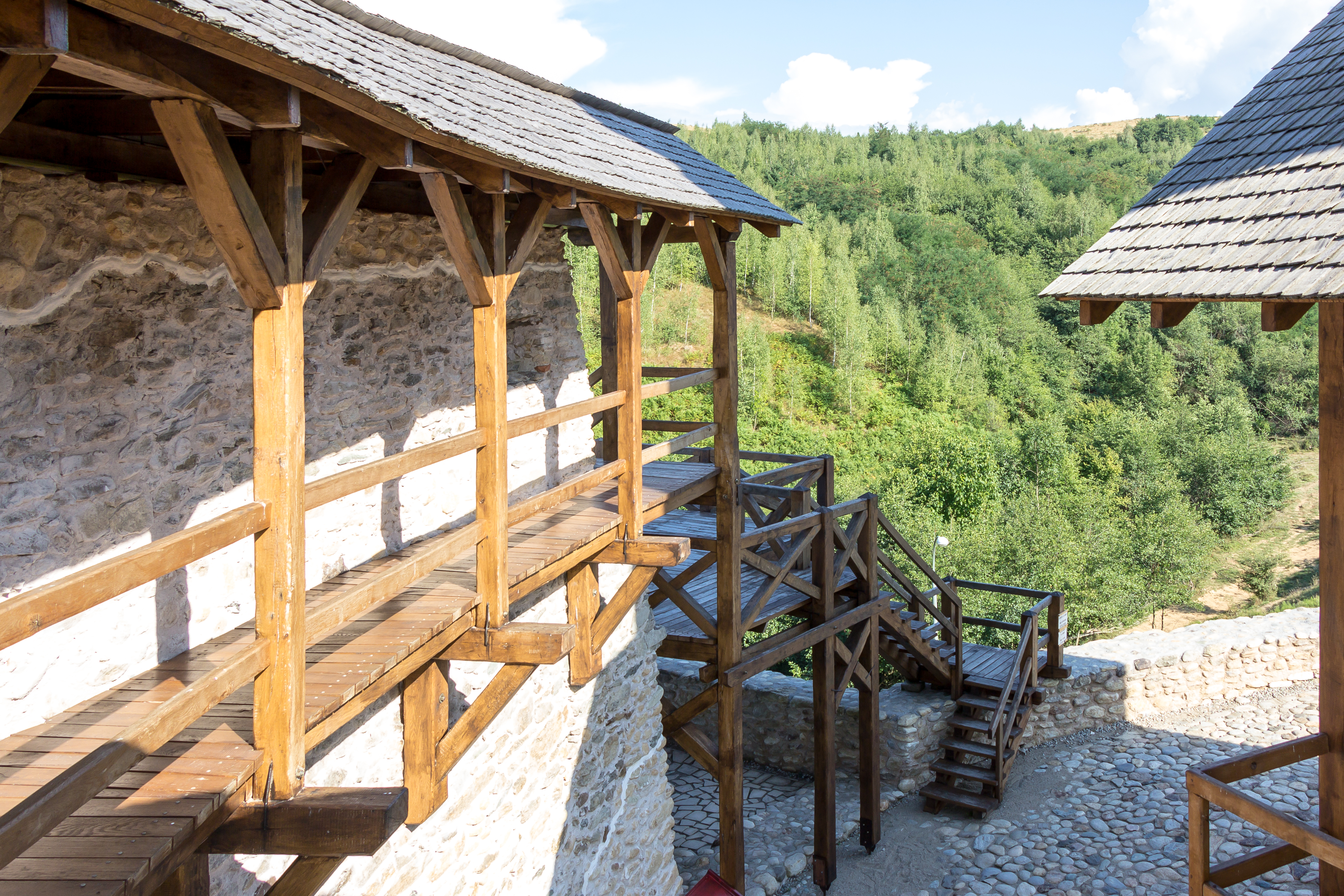
2017